# Чжоу Ся
Чжоу Ся (кит. упр. 周霞, пиньинь Zhōu Xiá) ― китайская легкоатлетка-паралимпиец. Выиграла две золотые медали на Летних Паралимпийских играх 2016 года в беге на 100 и 200 метров (категория T35). На летних Паралимпийских играх 2020 года она вновь выиграла золотые медали в беге на 100 и 200 м (категория T35), установив в стометровке новый мировой рекорд. Двукратная чемпионка Азиатских Паралимпийских игр.

## Биография
Родилась 12 июля 1999 года в Хуайхуа, Китай. Член спортивного клуба провинции Хунань.
Чжоу Ся участвовала в летних Паралимпийских играх 2016 года в Рио-де-Жанейро, когда ей было 17 лет. Там она выиграла дистанцию T35 на 100 м (опередив австралийку Айсис Холт и британку Марию Лайл) и установила рекорд Паралимпийских игр в этом виде, показав время 13,66 с. [3] Она также выиграла золото на дистанции T35 на 200 м с мировым рекордом 28,22 секунды.
Чжоу участвовала в чемпионате мира МПК по лёгкой атлетике в Лондоне в 2014 году. Она выиграла серебряную медаль на дистанциях 100 и 200 метров, уступив Исис Холт.
На Азиатских Паралимпийских играх 2018 в Джакарте Чжоу дважды стала чемпионкой в дисциплинах 100 м T35 и 200 м T35.
На Летних Паралимпийских играх 2020 года в Токио она выиграла дистанцию T35 на 100 м, установив новый мировой рекорд — 13.00 с.